# Pseudolycoriella horribilis
Pseudolycoriella horribilis är en tvåvingeart som först beskrevs av Edwards 1931.  Pseudolycoriella horribilis ingår i släktet Pseudolycoriella och familjen sorgmyggor. Inga underarter finns listade i Catalogue of Life.